# Stippe (Kunststoff)
Eine Stippe ist ein Oberflächenfehler an einem Spritzgussteil.

## Definition
Es existieren zwei Arten von Stippen, die organischen und die anorganischen. Organische Stippen bestehen aus einem vercrackten, d. h. thermisch zersetzen Polymer und weisen eine bräunliche Eigenfarbe auf, wohingegen die anorganischen Stippen meist aus metallischem Abrieb bestehen, der in den Spritzgießprozess gelangte. Diese Stippen haben meist eine schwarze oder gräuliche Eigenfarbe. Im Gegensatz zu Brennern treten Stippen nicht kontinuierlich auf, sondern bilden ein statistisches Problem, das sich oftmals nur schwer vermeiden lässt. Wesentliche Einflussfaktoren auf die Stippenbildung bilden die Qualität des Kunststoffgranulates, die Art der Förderung und Lagerung, sowie die richtige Einstellung der Verarbeitungsparameter.

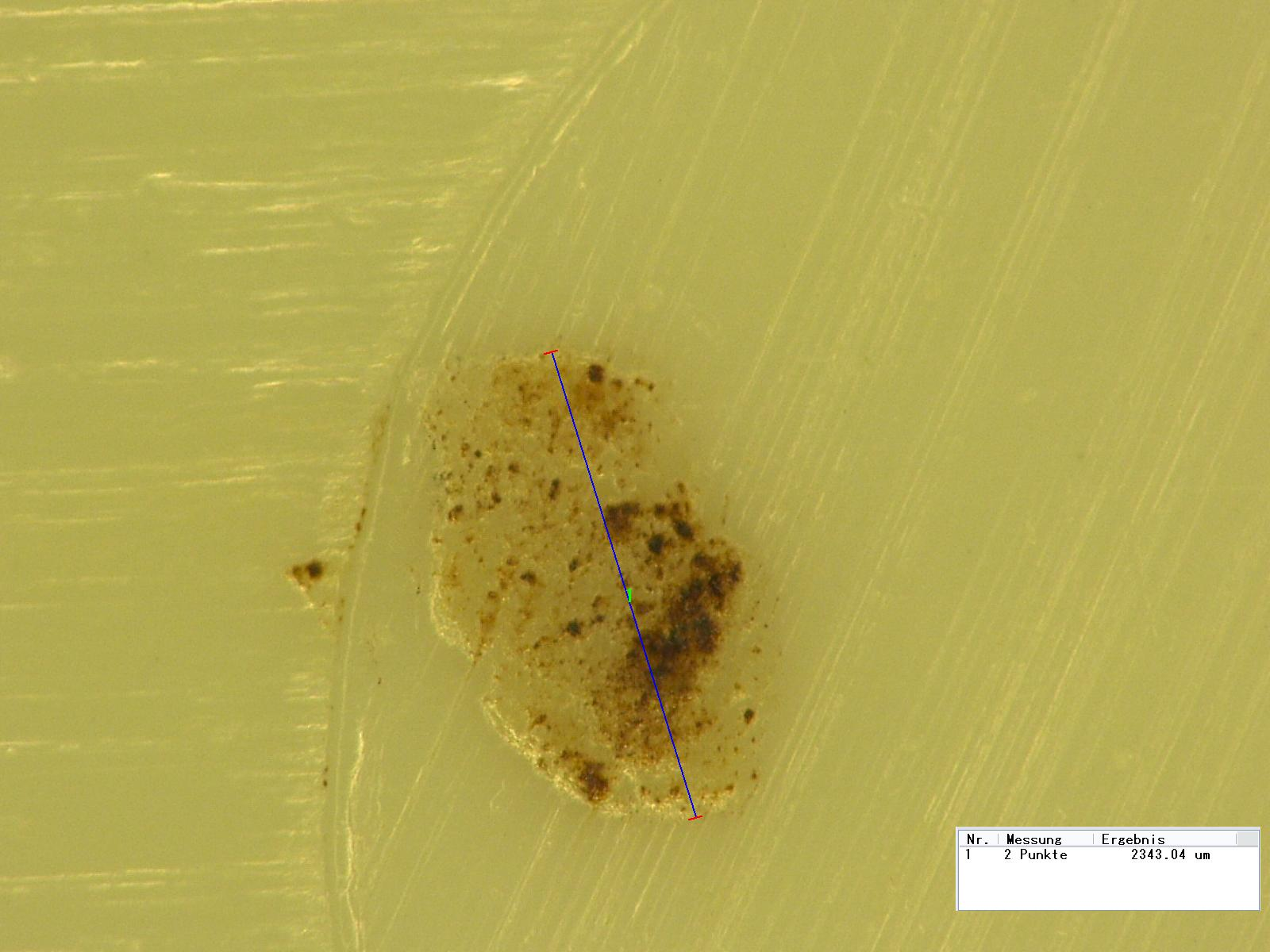
Organische Stippe bei 200facher Vergrößerung

## Entstehung
Für die Entstehung von Stippen sind drei Themenschwerpunkte verantwortlich. 

Der Rohstoff, die Förderung und der Transport, sowie der Spritzgussprozess als solcher.

Daraus ergibt sich für die Fehlerverteilung gemäß einer FMEA folgendes Bild:

- 62 % aller Fehler beruhen auf dem Rohstoff. Hohe Staubgehalte, verunreinigtes Material, oder Abrieb aus dem Extruder infolge von   Verschleiß können Stippen verursachen.
- 33 % aller Fehler entstehen durch eine unsachgemäße Lagerung, bei der es zur Verunreinigung des Materials kommen kann, sowie durch eine ungeeignete Förderung.
- 5 % der übrigen Fehler resultieren aus thermisch geschädigtem Material oder abgeplatzten Beschichtungselementen von der Schnecke oder der Zylinderwand.